# 桑格雷克里斯托山脉
桑格雷克里斯托山脉（指“基督的血”）是洛磯山脈最南端的一支子脉，位于美国科羅拉多州南部、新墨西哥州北部地区。桑格雷克里斯托山脉从中南科罗拉多州的彭查山口，一路向南、东南，延伸到新墨西哥州圣菲东南方向的科罗黎也大通道。